# Dischidia hollrungii
Dischidia hollrungii là một loài thực vật có hoa trong họ La bố ma. Loài này được Warb. ex K.Schum. & Lauterb. mô tả khoa học đầu tiên năm 1900.